# Marubun
Marubun is een bestuurslaag in het regentschap Serdang Bedagai van de provincie Noord-Sumatra, Indonesië. Marubun telt 1433 inwoners (volkstelling 2010).